# Chionaema herois
Chionaema herois är en fjärilsart som beskrevs av Turner. Chionaema herois ingår i släktet Chionaema och familjen björnspinnare. Inga underarter finns listade i Catalogue of Life.